# Luning (Nevada)
Luning es un área no incorporada en el condado de Mineral, Nevada, Estados Unidos. Esta a veces es nombrada como un pueblo fantasma.

## Población
La población de Luning, Nevada, hasta 2005 era de 87 personas. El código ZIP del pueblo es 89420.